# Джийн Боудън
Джийн Боудън (на английски: Jean Bowden) е плодовита шотландска писателка на бестселъри в жанр любовен роман и романтичен трилър. Пише под псевдонима Теса Баркли (на английски: Tessa Barclay).
До 1982 г. пише и под псевдонимите Белинда Дел (на английски: Belinda Dell), Авон Къри (Avon Curry), Барбара Анандейл (Barbara Annandale), Джоселин Бари (Jocelyn Barry) и Дженифър Бланд (Jennifer Bland). Като Лий Маккензи (Lee MacKenzie) пише романизации на епизодите на сериала „Emmerdale Farm“.

## Биография и творчество
Джийн Боудън е родена на 16 октомври 1925 г. в Единбург, Шотландия.
Тя е помощник-редактор в „Panther Books“ 1957-1959), „Four Square Books“ (1959-1961), „Armada Books“ (1961-1962), „Woman's Mirror magazine“ (1962-1964) в Лондон, „Woman's Own“ (1964-1971) в Лондон. Консултант е в „Mills & Boon Ltd.“ от 1971 г.
През 1960-те започва да пише любовни романи под различни псевдоними. От 1960 до 1982 г. основният ѝ псевдоним е Белинда Дел, от 1982 г. Теса Баркли.
В навечерието на 90-а си годишнина прекратява писателската си кариера.
Джийн Боудън живее в югозападен Лондон.

## Произведения

### Като Джийн Боудън

#### Самостоятелни романи
- Kate (1970)
- Wendy Craig's Nanny (1981)

#### Документалистика
- Grey Touched with Scarlet: The War Experiences of the Army Nursing Sisters (1959)
- New Horizons as an Officer in the W.R.A.F. (1967)

### Като Авон Къри

#### Самостоятелни романи
- Derry Down Death (1960)
- Dying High (1961)
- Place of Execution (1969)
- Shack-up (1971)
- Hunt for Danger (1974)

### Като Барбара Анандейл

#### Самостоятелни романи
- Hospital in Kashmir (1968)
- The Fetish Murders (1973)
- The Bonnet Laird's Daughter (1977)
- The French Lady's Lover (1978)
- High Barbaree (1980)

### Като Дженифър Бланд

#### Самостоятелни романи
- Accomplice (1974)
- Death in Waiting (1975)

### Като Белинда Дел

#### Самостоятелни романи
- Happiness Has Wings (1960)
- See If I Care (1960)
- Dearest Enemy (1961)
- Fateful Enchantress (1961)
- The Cruise to Curacao (1968)
- Where the Rata Blossoms (1968)
- Dancing on My Heart (1969)
- Next Stop Gretna (1970)
- The Vermilion Gateway (1970)
- Change Partners (1971)
- Flowers for the Festival (1972)
- City of Strangers (1972)
- Lovely Is the Rose (1973)
- The Darling Pirate (1974)
- Lake of Silver (1974)
- To Love Is Wise (1975)
- Stars over Sentosa (1975)
- Fragrant Harbour (1976)
- South Island Nurse (1981)
- The Heights of Love (1982)
- Island of Love (1982)

### Като Теса Баркли

#### Самостоятелни романи
- The Breadwinner (1982)
- Garland of War (1983)
- A Woman's Intuition (1987)
- A Web of Dreams (1988)
- Broken Threads (1989)
- The Final Pattern (1990)
- A Professional Woman (1991)
- Целувките на съдбата, Gleam of Gold (1992)
- Скрита красота, A Hidden Beauty (1993)
- Her Father's Child (1994)
- Дързостта да обичаш, The Millionaire's Woman (1995)
- The Saturday Girl (1996)
- The Precious Gift (1997)
- Мечтите на другите, Other People's Dreams (1998)
- Dayton and Daughter (1999)
- Starting Over (2000)
- A Lovely Illusion (2001)
- A True Likeness (2001)
- The Silver Lining (2003)
- The Dallancy Bequest (2004)
- Richer Than Rubies (2006)
- A Tissue of Lies (2007)
- Ties of Affection (2008)

#### Серия „Крейгалан“ (Craigallan)
1. A Sower Went Forth (1980)
2. The Stony Places (1981)
3. Harvest of Thorns (1983)
4. The Good Ground (1984)

#### Серия „Фамилия Шампейн“ (Champagne Dynasty)
1. The Last Heiress (1987)
2. The Wine Widow (1985)
3. The Champagne Girls (1986)

#### Серия „Грегъри – кралският принц от Хъртънстайн“ (Crown Prince Gregory of Hirtenstein)
1. Farewell Performance (2001)
2. A Better Class of Person (2002)
3. A Handful of Dust (2004)
4. A Final Discord (2005)
5. To Die for (2007)
6. Diamonds in Disguise (2009)

### Като Лий Маккензи

#### Серия „Емердейл фарм“ (Emmerdale Farm)
романизация на част от сериала
- The Legacy (1977)
- Early Days at Emmerdale Farm (1979)
- Shadows From The Past (1980)
- Face Value (1980)
- Old Flames (1982)
- The Homecoming (1982)
- Family Feuds (1984)
- Young Passions (1985)
- Another Door Opens (1986)